# Mimasura disticta
Mimasura disticta là một loài bướm đêm trong họ Noctuidae.